# Euptera ituriensis
Euptera ituriensis es una especie de Lepidoptera de la familia Nymphalidae, subfamilia Limenitidinae, tribu Adoliadini.

## Localización
Esta especie de Lepidoptera se distribuye por la República Democrática del Congo (África).